# Chen Sheng
Chen Sheng (陈胜) fut, avec Wu Guang (吴广), à la tête de la rébellion paysanne contre la dynastie Qin en -209. Officier subalterne, Chen Sheng devait conduire ses hommes pour une corvée. À cause du mauvais temps, ils étaient fortement en retard. Plutôt que de subir la peine de mort qui l’attendait. Il prit la tête d’une armée de paysans et se proclama roi de Zhangchu (張楚), territoire qu’il occupait dans le pays de Chu.
Au mois de décembre de la même année, son armée fut vaincue par les troupes des Qin, lui-même fut assassiné par son cocher.
La rébellion de Chen Sheng et de Wu Guang dura seulement 6 mois, mais elle fut suivie d'un soulevement général contre les Qin, fut ainsi considérée comme à l'origine de l'effondrement de cette dynastie